# تشیکوویتسه (ناحیه کوتنا هورا)
تشیکوویتسه (به چکی: Čejkovice) یک منطقهٔ مسکونی در جمهوری چک است که در ناحیه کوتنا هورا واقع شده‌است.